# Bötzow (Oberkrämer)
Bötzow is een plaats in de Duitse gemeente Oberkrämer, deelstaat Brandenburg, en telt 2912 inwoners (31.12.2007).
Tot 1694 heette dit dorp Cotzebant.
Bötzow was tot die tijd de oude naam voor Oranienburg.
Het dorp ligt nabij een vochtig bosgebied  met de naam Krämer.